# Stroopov efekt
Stroopov efekt ili Stroopov učinak, nazvan po pronalazitelju Johnu Ridleyju Stroopu, pojava je u eksperimentalnoj psihologiji koja se pojavljuje pri konfliktu u mentalnoj obradi, to jest konfliktu neutralnog i inkongruentnog stimulusa. Pokazuje da se uvježbane radnje odvijaju gotovo automatski, a neuobičajenije zahtijevaju više pažnje. U klasičnome pokusu ispitanici trebaju imenovati boje predstavljenih riječi. Ako se radi o riječi za boju čije obojenje ne odgovara značenju, povećava se i vrijeme reakcije i količina grešaka.

## Prvi opisi
Godine 1935. u Zborniku eksperimentalne psihologije (Journal of Experimental Psychology) pojavila se publikacija Johna R. Stroopa. Prikazao je koncepte koje je prije skoro pedeset godina pod vodstvom Wilhelma Wundta istraživao James McKeen Cattell u Leipzigu. Cattell je pokazao da ljudi brže mogu pročitati riječi nego imenovati njima pripadajuće objekte, točnije osobitosti tih objekata (npr. boje). Ipak, trebalo je pričekati još pola stoljeća prije nego što je netko tu dimenziju riječi i osobitosti ujedinio u jedinstveni stimulus. To je bio Erich Rudolf Jaensch 1929., a Stroop je to u anglofonu literaturu uveo 1935. godine.
Od njegova otkrića provedena su mnoga istraživanja izvornoga Stroopova testa, a igra važnu ulogu u temeljnom istraživanju (primjerice, teoretskim objašnjenjima, faktorima utjecaja, modeliranju...), kao i u primijenjenoj znanosti (neuropsihološka dijagnostika, pedagoško istraživanje). Posebice se u kliničkoj i pretkliničkoj neuropsihološkoj dijagnostici funkcija rabi Stroopov test. Tako se, primjerice, upotrebljava pri dijagnostici psihoorganskih poremećaja, psihoza, propadanja kognitivnih funkcija u starosti ili disleksije, kao i u psihološim testovima spremnosti. Takozvani emocionalni Stroopov test – u kojem se trebaju imenovati boje za riječi koje označuju emocije – rabi se pri istraživanju oštećenih procesa pažnje u obradi emocija.

## Dominacija automatiziranih procesa
Stroopov test metoda je mjerenja individualne tendencije interferenciji u slučaju interferencije boje i riječi. Stroop je ovu proceduru smislio prema ranijem istraživanju Wilhelma Wundta, Jamesa Mckeena Cattella i drugih koji su istraživali imenovanje boja upotrebom šablona bojâ te bojâ i riječi kako bi konfliktne stimuluse ujedinio u jedinstven ispit. Objasnio je da je imenovanje boje predstavljene riječi usporeno kada se sadržaj te riječi suprotstavlja boji (primjerice, ako je riječ „crvena” obojena u zeleno). Ako se pak značenje riječi poklapa s bojom, imenovanje te boje bit će ubrzano. U sličnim eksperimentima (npr. Dunbar & MacLeod 1984.) efekt je uspješno opet prikazan: ispitanici su trebali imenovati boje u koje je bilo umetnuto ime boje (dakle, riječ koja opisuje boju). Riječ bi ponekad odgovarala boji, a ponekad ne bi. Rezultat je bio da je ljudima trebalo više vremena da reagiraju točnim odgovorom nego kada su se riječ i boja poklapali. Primjerice, dulje se čekalo na odgovor „žuta” kada je riječ „plava” bila napisana u žutoj boji. Stroopov efekt pojavio se iako se ispitanike upozorilo da ne pridodaju pažnju sadržaju riječi, a eksperiment pokazuje da je automatizirani proces kao što je čitanje teško potisnuti. Čitanje je automatiziranija kognitivna vještina od imenovanja boja; ovo dovodi do prethodno spomenute kontradiktorne reakcije mozga kada osoba naleti na diskrepenciju boje i riječi.

## Varijacije Stroopova testa

### Emocionalni Stroopov test
Postoje i druga područja primjene ovoga efekta, primjerice u emocionalnome Stroopovu testu koji se rabi u kliničkoj psihologiji. U ovoj inačici ispita predstavljaju se, primjerice, osobi s arahnofobijom riječi povezane s idejom „pauk”, kao i druge negativne, pozitivne i neutralne riječi. Arahnofobi pokazuju karakteristično usporavanje u reakciji uz riječi povezane s paucima, ali ne uz druge riječi.
Sličnost klasičnome Stroopovu efektu ipak je tek površinska: za razliku od kladičnoga efekta u kojem se riječ za boju i sama boja mogu ili ne mogu poklopiti, ovdje se ne može dogoditi da se dva svojstva jedan drugomu suprotstave pri davanju odgovora. Prije se može pretpostaviti da usporenje nastaje jer je pažnja zbog pojave negativne riječi skrenula s rješavanja zadatka. Stoga je upitno radi li se ovdje zaista o Stroopovu efektu.

### Psihički ili numerički Stroopov test brojeva
U psihičkome Stroopovu testu brojeva istodobno se prikazuju dvije brojke od kojih je jedna napisana veće. Ispitanik mora samo što brže na tipkovnici pritisnuti onu brojku koja je veća. Kada se numerički manja brojka prikaže većom, poveća se vrijeme reakcije i broj pogrešaka zbog nekongruentnosti.

## Primjena
Stroopov efekt ne primjenjuje se samo u eksperimentalnim znanostima, nego i u individualnoj dijagnostici da se ispita funkcija radne memorije. Time se uočavaju procesi inhibicije, dakle potiskivači automatiziranih reakcija, primjerice u kontekstu dijagnostike problema s pažnjom i koncentracijom, a tako i vještina da se kontroliraju impulsi da se djeluje.